# 35
|  | Aquest article tracta sobre l'any. Si cerqueu el nombre, vegeu «trenta-cinc». |

L'any 35 dC (XXXV) va ser un any comú que va començar en dissabte del calendari julià.

## Esdeveniments
- Tiridates III és coronat rei de Pàrtia

## Naixements
- 8 de novembre - Nerva, emperador romà
- Ban Zhao, historiadora xinesa
- Quintilià, retòric romà

## Necrològiques
- Epaticcus, príncep de Catuvellauni
- Artaxes III, rei Armènia
- Mahajabeen II, rei d'Esbee
- Trió,  magistrat romà.